# 一年四季
《一年四季》（英語：All The Year Round）是由維多利亞時代的英國作家查爾斯·狄更斯所創辦的一本文學週刊，於1859年至1895年間發行於英國本土。它刊載了許多著名的小說，包含狄更斯的《遠大前程》與《双城记》。狄更斯於1870年去世後，由他的長子小查爾斯·狄更斯擁有版權，並持續編輯發行，其中四分之一的版權由記者威廉·亨利·威爾斯所擁有。

## 外部連結
All The Year Round 線上原版電子書 （页面存档备份，存于）